# Straße von Rhodos
Die Straße von Rhodos (griechisch Στενό της Ρόδου Steno tis Rodou (n. sg.)) ist die östlichste der sechs Meeresstraßen, die das Ägäische Meer mit dem Mittelmeer verbinden. Gleichzeitig verläuft die Staatsgrenze zwischen Griechenland und der Türkei in der Meeresstraße.
Auf der Nordseite liegt die griechische Insel Symi und die kleinasiatische Bozburun-Halbinsel (türkisch Bozburun Yarımadasının) in der Provinz Mugla und südlich davon die namensgebende griechische Insel Rhodos. Die griechischen Inseln gehören verwaltungstechnisch zur Region Südliche Ägäis.
Die kürzeste Entfernung von Kremasti im Gemeindebezirk Petaloudes auf Rhodos, zur kleinasiatischen Küste beträgt etwas mehr als 18 km, die maximale Tiefe liegt bei 350 m.